# Muzsikaház (Fertőd)
A fertődi Muzsikaház a város művelődési és szellemi életének egyik fontos színtere (a másik ilyen helyszín az Esterházy‑kastély). Ebben az épületben lakott  1769-től a zenei klasszicizmus mestere, az Esterházy család zenekarának vezetője, Joseph Haydn.

## Az épület bemutatása
Az emeletes épület emeletén lakott háromszobás lakásban Haydn. Fertődön az Esterházyiak zenekarának vezetője, a muzsikusok és a társulat gazdasági ügyeinek intézője, a műsorok összeállítója, betanítója és rendezője volt. Számos műve készült a házban, többek között a Búcsúszimfónia, amelynek anekdotája közismert.
Az opera előadásokra több szövegkönyvet nyomtak a soproni Siess nyomdában, többek között Haydn  L’infedeltá delusa munkáját is.  A művet fényes külsőségek között mutatták be 1773-ban Mária Terézia királynő, császárné jelenlétében.
A Muzsikaház oldalán lévő domborművet 1932-ben Esterházy Pál állíttatta Haydn emlékére.
A házban kapott helyet a zeneiskola. Ezzel együtt a zeneiskola kultúrtörténeti jelentőségű hanganyaga, kottagyüjteménye. 1994-ben nyitották meg a Haydn emlékszobát. (Szobrát Borsos Miklós készítette. Itt van még az állandó jellegű helytörténeti kiállítás. Azokat a dokumentumokat mutatja be, amelyek a település múltjával kapcsolatosak, vagy a történetével összefüggésben vannak. 
Az épület más jelleggel is használatos. Itt van a polgármesteri hivatal, és a könyvtár is.
Ünnepnapokon, közösségi rendezvényeken a zeneiskola kamarazenekara és vegyeskara szerepel. Fellépnek az általános iskola táncosai, a színjátszók. Ismert volt a Haydn kórus.  A csoport 1957-ben alakult meg. 1959-ben Haydn halálának 150. évfordulóján  adta első nagyobb hangversenyét. Feladatuknak tekintették Haydn emlékének ápolását. Évente megrendezték a „Fertődi Zenei Napokat”. A kórusnak szerepe volt a rendszeres zeneoktatás megindulásában, a zenei élet szervezésében. 1972 után működésüket ellehetetlenítették. A karnagy lemondott, a zenekar feloszlott.

## Külső hivatkozások
- Túracélpontok: Fertőd és környéke – Hajó Magazin